# United States Basketball League 2004
La stagione USBL 2004 fu la diciannovesima della United States Basketball League. Parteciparono 11 squadre divise in due gironi.
Rispetto alla stagione precedente si aggiunsero due nuove franchigie, i Cedar Rapids River Raiders e i Florence Flyers. I St. Louis SkyHawks ripresero l'attività, mentre i Texas Rim Rockers si sciolsero.

## Squadre partecipanti
- Adir. Wildcats
- Brevard Blue Ducks
- Brooklyn Kings
- C.R. River Raiders
- Dodge City Legend
- Florence Flyers
- Kansas Cagerz
- Oklahoma Storm
- Penn. ValleyDawgs
- St. Louis SkyHawks
- Westch. Wildfire

## Classifiche

### Eastern Division
| Squadra                    | V  | P  | %    | GB   |
| -------------------------- | -- | -- | ---- | ---- |
| Brooklyn Kings             | 20 | 10 | 66,7 | -    |
| Pennsylvania ValleyDawgs C | 20 | 10 | 66,7 | -    |
| Adirondack Wildcats        | 15 | 15 | 50,0 | 5    |
| Westchester Wildfire       | 14 | 16 | 46,7 | 6    |
| Florence Flyers            | 9  | 20 | 31,0 | 10,5 |
| Brevard Blue Ducks         | 5  | 25 | 16,7 | 15   |

### Midwest Division
| Squadra                    | V  | P  | %    | GB   |
| -------------------------- | -- | -- | ---- | ---- |
| Dodge City Legend          | 22 | 8  | 73,3 | -    |
| Kansas Cagerz              | 20 | 10 | 66,7 | 2    |
| Cedar Rapids River Raiders | 17 | 13 | 56,7 | 5    |
| Oklahoma Storm             | 15 | 15 | 50,0 | 7    |
| St. Louis SkyHawks         | 7  | 22 | 24,1 | 14,5 |

## Play-off

### Quarti di finale
| 25 giugno | Dodge City Legend | 99 – 89 | Westchester Wildfire | Bicentennial Center |

| 25 giugno | Pennsylvania ValleyDawgs | 113 – 104 | Cedar Rapids River Raiders | Bicentennial Center |

| 25 giugno | Brooklyn Kings | 104 – 93 | Oklahoma Storm | Bicentennial Center |

| 25 giugno | Kansas Cagerz | 124 – 94 | Adirondack Wildcats | Bicentennial Center |

### Semifinali
| 26 giugno | Brooklyn Kings | 100 – 96 | Kansas Cagerz | Bicentennial Center |

| 26 giugno | Pennsylvania ValleyDawgs | 109 – 98 | Dodge City Legend | Bicentennial Center |

### Finale
| 27 giugno | Pennsylvania ValleyDawgs | 118 – 116 | Brooklyn Kings | Bicentennial Center |

### Tabellone
|  | Quarti di finale | Quarti di finale | Quarti di finale |              |              | Semifinali   | Semifinali | Semifinali |  |  | Finale | Finale | Finale |  |
|  |                  |                  |                  |              |              |              |            |            |  |  |        |        |        |  |
|  | 1                | Dodge City       | 1                |              |              |              |            |            |  |  |        |        |        |  |
|  | 1                | Dodge City       | 1                |              |              |              |            |            |  |  |        |        |        |  |
|  | 8                | Westchester      | 0                |              |              |              |            |            |  |  |        |        |        |  |
|  | 8                | Westchester      | 0                |              | 1            | Dodge City   | 0          |            |  |  |        |        |        |  |
|  |                  |                  |                  |              | 1            | Dodge City   | 0          |            |  |  |        |        |        |  |
|  |                  |                  | 4                | Pennsylvania | 1            |              |            |            |  |  |        |        |        |  |
|  | 5                | Cedar Rapids     | 4                | Pennsylvania | 1            | 0            |            |            |  |  |        |        |        |  |
|  | 5                | Cedar Rapids     |                  |              |              |              |            |            |  |  |        |        |        |  |
|  | 4                | Pennsylvania     | 1                |              |              |              |            |            |  |  |        |        |        |  |
|  | 4                | Pennsylvania     | 1                |              | Pennsylvania | Pennsylvania | 1          |            |  |  |        |        |        |  |
|  |                  |                  |                  |              |              |              |            |            |  |  |        |        |        |  |
|  |                  |                  | Brooklyn         | Brooklyn     | 0            |              |            |            |  |  |        |        |        |  |
|  | 3                | Kansas           | Brooklyn         | Brooklyn     | 0            | 1            |            |            |  |  |        |        |        |  |
|  | 3                | Kansas           |                  |              |              |              |            |            |  |  |        |        |        |  |
|  | 6                | Adirondack       | 0                |              |              |              |            |            |  |  |        |        |        |  |
|  | 6                | Adirondack       | 0                |              | 3            | Kansas       | 0          |            |  |  |        |        |        |  |
|  |                  |                  |                  |              | 3            | Kansas       | 0          |            |  |  |        |        |        |  |
|  |                  |                  | 2                | Brooklyn     | 1            |              |            |            |  |  |        |        |        |  |
|  | 7                | Oklahoma         | 2                | Brooklyn     | 1            | 0            |            |            |  |  |        |        |        |  |
|  | 7                | Oklahoma         |                  |              |              |              |            |            |  |  |        |        |        |  |
|  | 2                | Brooklyn         | 1                |              |              |              |            |            |  |  |        |        |        |  |

## Vincitore
| Campione USBL 2004                   |
| ------------------------------------ |
| Pennsylvania ValleyDawgs (2º titolo) |

## Statistiche
| Categoria             | Giocatore        | Squadra                  | Stat |
| --------------------- | ---------------- | ------------------------ | ---- |
| Punti per gara        | Jimmie Hunter    | Adirondack Wildcats      | 26,7 |
| Rimbalzi per gara     | Mario Woodson    | Florence Flyers          | 10,5 |
| Assist per gara       | Tyson Patterson  | Florence Flyers          | 8,4  |
| Palle rubate per gara | Tyson Patterson  | Florence Flyers          | 3,0  |
| Stoppate per gara     | Lonnie Jones     | Oklahoma Storm           | 3,4  |
| FG%                   | Louis Truscott   | Florence Flyers          | 59,3 |
| FT%                   | Lou White        | Pennsylvania ValleyDawgs | 89,0 |
| 3FG%                  | Jermaine Boyette | Adirondack Wildcats      | 65,5 |

## Premi USBL
- USBL Player of the Year: Chudney Gray, Brooklyn Kings[7]
- USBL Coach of the Year: Dale Osbourne, Dodge City Legend
- USBL Defensive Player of the Year: Immanuel McElroy, Dodge City Legend
- USBL Sixth Man of the Year: Cleotis Brown, Kansas Cagerz
- USBL Rookie of the Year: Tony Bland, Brevard Blue Ducks
- USBL Executive Player of the Year: Sean McLaughlin, Cedar Rapids River Raiders
- USBL Postseason MVP: Marcus Fleming, Pennsylvania ValleyDawgs
- All-USBL First Team
  - Chudney Gray, Brooklyn Kings
  - Jimmie Hunter, Adirondack Wildcats
  - Immanuel McElroy, Dodge City Legend
  - Patrick Okafor, Oklahoma Storm
  - B.J. McFarlan, Brooklyn Kings
- All-USBL Second Team
  - Lamont Turner, Oklahoma Storm
  - Tyson Patterson, Florence Flyers
  - Jermaine Boyette, Adirondack Wildcats
  - Mike Campbell, Brooklyn Kings
  - Bryan Bracey, Cedar Rapids River Raiders
- USBL All-Defensive Team
  - Tyson Patterson, Florence Flyers
  - Immanuel McElroy, Dodge City Legend
  - Tim Winn, Pennsylvania ValleyDawgs
  - B.J. McFarlan, Brooklyn Kings
  - Lonnie Jones, Oklahoma Storm
- USBL All-Rookie Team
  - Tony Bland, Brevard Blue Ducks
  - Nate Johnson, Kansas Cagerz
  - Anthony Johnson, Florence Flyers
  - Uka Agbai, Brooklyn Kings
  - Jeff Graves, Kansas Cagerz